# Janusz Andrzej Tylman
Janusz Andrzej Tylman (ur. 15 czerwca 1924 w Łodzi, zm. 23 marca 2020 tamże) – polski prawnik, nauczyciel akademicki, specjalista w zakresie postępowania karnego, profesor nauk prawnych.

## Życiorys
Syn Władysława i Stefanii. W 1951 ukończył studia na Wydziale Prawa Uniwersytetu Łódzkiego, zaczynając następnie pracę naukową w Katedrze Postępowania Karnego na tej uczelni. W 1959 uzyskał stopień naukowy doktora w oparciu o pracę zatytułowaną Wszczęcie postępowania karnego według KPK. Habilitował się w 1963 na podstawie rozprawy Zasada legalizmu w procesie karnym, nagrodzonej w konkursie organizowanym przez czasopismo „Państwo i Prawo”. W 1973 otrzymał tytuł profesora nadzwyczajnego, a w 1986 został profesorem zwyczajnym nauk prawnych. W pracy naukowej specjalizował się w zagadnieniach związanych z postępowaniem karnym.
Na UŁ pełnił m.in. funkcję dyrektora Instytutu Prawa Karnego (1970–1981), kierownika Katedry Postępowania Karnego i Kryminalistyki (1981–1994) i Zakładu Postępowania Karnego (1971–1994). Zajmował stanowiska prodziekana (1964–1969) i dziekana (1969–1972) Wydziału Prawa i Administracji, a także prorektora Uniwersytetu Łódzkiego (1975–1981). W 1994 przeszedł na emeryturę, pozostając pracownikiem naukowym tej uczelni. Był również wykładowcą Wyższej Szkoły Menedżerskiej w Warszawie.
Odznaczony m.in. Krzyżem Komandorskim Orderu Odrodzenia Polski (2011).

## Publikacje
- Instytucja czynności sprawdzających w postępowaniu karnym, UŁ, Łódź 1984.
- Polskie postępowanie karne (wspólnie z Tomaszem Grzegorczykiem), Wyd. Prawnicze PWN, Warszawa 1998 (wielokrotnie wznawiane).
- Postępowanie karne w zarysie (współautor), PWN, Warszawa 1971.
- Postępowanie przed sądem pierwszej instancji, Wyd. Prawnicze, Warszawa 1999.
- Postępowanie przygotowawcze w procesie karnym, Wyd. Prawnicze, Warszawa 1998.
- Zasada legalizmu w procesie karnym, PWN, Warszawa 1963.